# Трутовик зонтичний
Трутовик зонтиковий, поліпіл зонтиковий, поліпіл зонтичний (Polyporus umbellatus Pers. ex. Fr., Polypilus umbellatus (Pers. ex Fr.) Bond et Sing.) — деревний їстівний гриб з родини Polyporaceae. Гриб класифіковано у 1982 році.

## Назва
Місцева назва — гриб баран.

## Будова

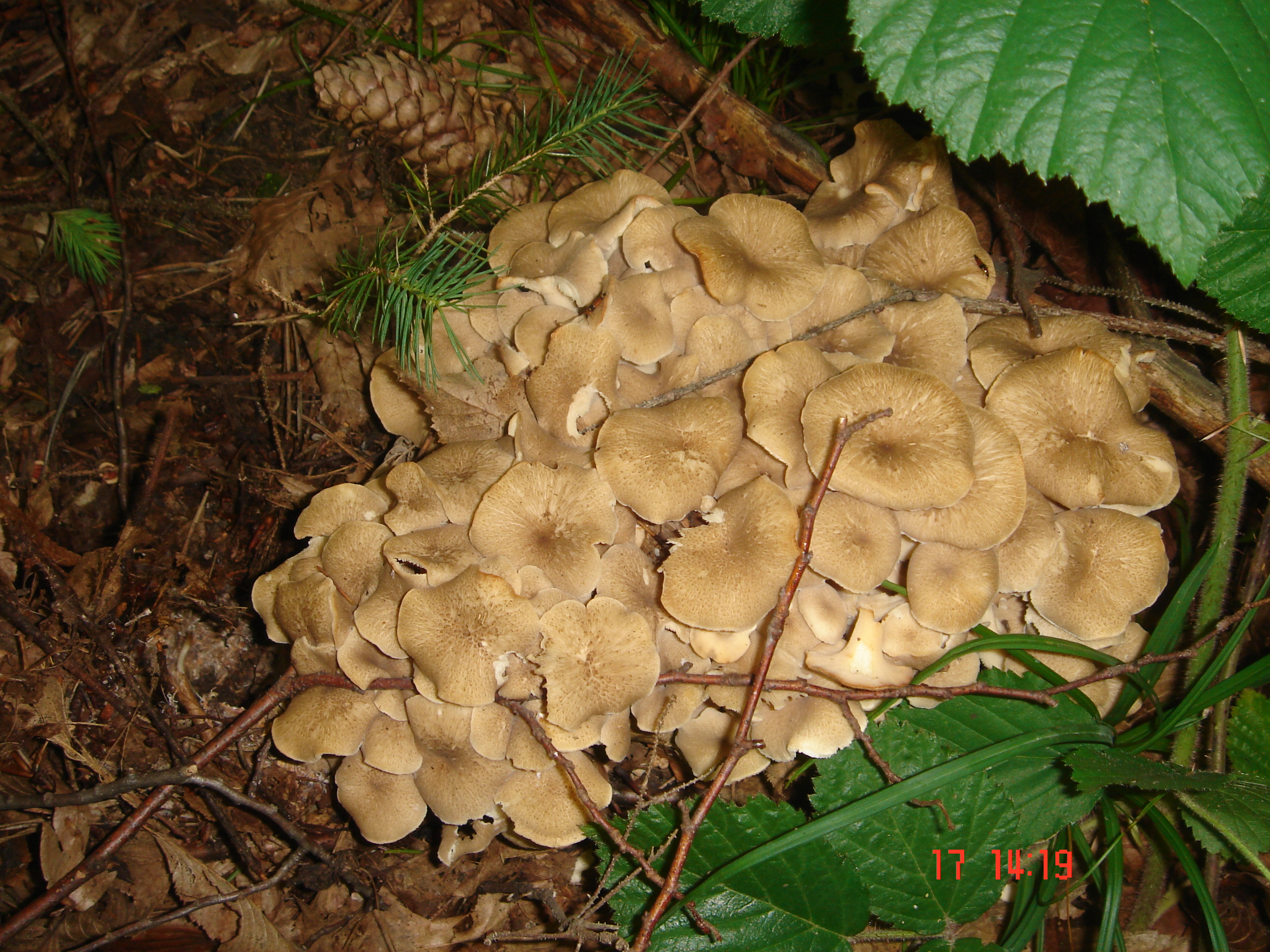
Трутовик зонтичний у НПП «Гуцульщина»

Плодові тіла до 50 см у діаметрі, деревоподібно розгалужені з численними (до 100) відгалуженнями, з невеликими шапками на кінцях, з бульбоподібною основою. Шапки 1,5-4 см у діаметрі, округлі, опуклі, згодом увігнуті, рідко лійкоподібні, з рівним або хвилястим краєм; палеві, світло-вохряні, зрідка дрібно лускаті. Гіменофор трубчастий, білий, низько спускається по ніжці. Спори безбарвні, циліндрично овальні або веретеноподібні, 7-10 Х 2,5-4 мкм. М'якуш білий, м'ясистий, з приємним запахом.

## Життєвий цикл
Плодові тіла з'являються у липні — жовтні.

## Поширення та середовище існування
Європа, Азія, Північна Америка. Росте у листяних лісах, біля основи стовбурів і пеньків листяних дерев (дуба, граба, липи), на коріннях яких розвивається як паразит.

## Природоохоронний статус
Рідкісний гриб. Зустрічається на Поліссі та в Прикарпатті. Включений до Червоної книги України (2009), Червоної книги Білорусі 2-го видання (1993). Охороняється в Україні, Литві та Польщі.

## Практичне значення
Добрий їстівний гриб. Використовують свіжим.